# ارتباط انفجاری
سرعت انفجاری (به انگلیسی: Burst transmission) یک ویژگی در مسیریابهای شبکه می‌باشد که موجب می‌گردد در ساعاتی از شبانه روز که شبکه خلوت می‌باشد، کاربران از پهنای باند باقی مانده استفاده کنند، هرچند این پهنای باند بیشتر از پهنای باند خریداری شده توسط آنها باشد.

این قابلیت بیشتر در اشتراک‌های Shared و سرویس‌های ADSL کاربرد دارد و مورد استقبال سرویس دهندگانی است که سرویس‌هایشان محدودیت حجمی دارد، زیرا با سرعت بالاتر، ترافیک دوره (حجم) سریعتر مصرف شده و کاربر بایستی برای ادامه استفاده سرویس خود را تمدید نماید.

## مثال
به عنوان مثال پهنای باند یک شرکت ۲۰Mbps می‌باشد و این شرکت حداکثر ۱۰ کاربر همزمان دارد که به آن‌ها سرعت ۲mbps را واگذار کرده‌است، اوج مصرف کاربران ساعت ۱۱ الی ۱۳ هر روز می‌باشد، در این ساعت کاربران همان سرعت ۲mbps را دریافت خواهند کرد، اما در ساعات دیگر که عده‌ای از کاربران استفاده‌ای ندارند و مثلاً جمعاً ۵ نفر در حال مصرف می‌باشند ۱۰mbps ظرفیت خالی وجود دارد، که با ویژگی سرعت انفجاری این پهنای باند بین کاربران فعلی تقسیم می‌گردد و این پنج نفر سرعت ۴mbps دریافت خواهند کرد که باعث هدر نرفتن پهنای باند شرکت و خشنودی کاربران می‌گردد.